# Epipedobates labialis
Epipedobates labialis – wątpliwy gatunek płaza bezogonowego z rodziny drzewołazowatych (Dendrobatidae).

## Taksonomia
Status tego taksonu jest niepewny, osobnik typowy nie zachował się do dziś. Nie można go jednak zaliczyć do żadnego innego gatunku tego rodzaju, a posiada on cechy wspólne z innymi gatunkami rodzaju Epipedobates. W bazie Amphibian Species of the World ma on status nomina inquirenda, czyli nazwa nieprzypisana do żadnej żyjącej czy wymarłej populacji. IUCN usunęła ten takson ze swojej Czerwonej księgi gatunków zagrożonych.
Epitet gatunkowy labialis oznacza „wargowy” (od łacińskiego labium, labii – warga).

## Występowanie
Typowa lokalizacja to „Nauta” położona gdzieś w amazońskiej dżungli. Prawdopodobnie jest położona w Peru, w regionie Loreto, aczkolwiek nie można wykluczyć, że gatunek ten pochodzi z Panamy. Prawdopodobnie nie występuje w żadnym terenie chronionym.
Jego siedlisko to wilgotny las równikowy.